# Aphanogmus niger
Aphanogmus niger är en stekelart som beskrevs av William Harris Ashmead 1893. Aphanogmus niger ingår i släktet Aphanogmus och familjen pysslingsteklar. Inga underarter finns listade i Catalogue of Life.